# Том Кленси
Томас Лео Кленси Млађи (енгл. Thomas Leo Clancy Jr.; 12. април 1947 — 1. октобар 2013) био је амерички писац. Најпознатији је по делима везаним за Хладни рат. Лов на Црвени октобар, Непосредна опасност, Патриотске игре и Сви наши страхови су само неки од тих дела. Његови романи су касније били инспирација за стварање видео-игара Ghost Recon, Rainbow Six и Splinter Cell.

### Научне студије
- Blouin, Michael J. Mass-Market Fiction and the Crisis of American Liberalism, 1972–2017 (Palgrave Macmillan, 2018), Chapter 5: "Tom Clancy and the Liberal Family Tree" pp. 147–175. argues that liberal critics misinterpret his "conservatism" excerpt
- Gallagher, Mark. Action figures: Men, action films, and contemporary adventure narratives (Springer, 2006).
- Garson, Helen S. Tom Clancy: A critical companion (1996) online free to borrow
- Griffin, Benjamin. "The good guys win: Ronald Reagan, Tom Clancy, and the transformation of national security" (MA thesis , U of Texas, 2015).  online
- Hicks, Heather J. "“Sleeping Beauty”: Corporate Culture, Race, and Reality in Michael Crichton’s Rising Sun and Tom Clancy’s Debt of Honor." in Hicks, The Culture of Soft Work (Palgrave Macmillan, (2009), pp. 139–163. excerpt
- Hixson, Walter L. "Red Storm Rising: Tom Clancy Novels and the Cult of National Security." Diplomatic History 17.4 (1993): 599-614. online
- Outlaw, Leroy B. "Red Storm Rising-A Primer for a Future Conventional War in Central Europe"" (Army War College, 1988). online Архивирано на веб-сајту  (6. јул 2019)
- Payne, Matthew Thomas. Playing war: Military video games after 9/11 (NYU Press, 2016).
- Terdoslavich, William. The Jack Ryan Agenda: Policy and Politics in the Novels of Tom Clancy: An Unauthorized Analysis (Macmillan, 2005). excerpt